# Prințesa Charlotte, Ducesă de Valentinois
Prințesa Charlotte, Ducesă de Valentinois, Contesă de Polignac (Charlotte Louise Juliette Grimaldi; 30 septembrie 1898 – 15 noiembrie/16 noiembrie 1977), a fost fiica lui Louis al II-lea, Prinț de Monaco și mama Prințului Rainier al III-lea. Din 1922 până în 1944 a fost Prințesă Ereditară de Monaco, moștenitoare a tronului.

## Naștere și adopție
Născută Charlotte Louise Juliette Louvet în Constantine, Algeria, a fost fiica nelegitimă a cântăreței de cabaret Marie Juliette Louvet și a Prințului Louis al II-lea.
Dacă Louis al II-lea ar fi murit fără să lase moștenitori legitim, tronul din Monaco urma să fie moștenit de Wilhelm, ducele german de Urach, vărul lui Louis al II-lea, fiul Prințesei Florestine de Monaco. Pentru a preveni acest lucru, la 15 mai 1911 a fost adoptată o lege prin care Charlotte era recunoscută ca fiica lui Louis al II-lea și a devenit membră a familiei suverane. O ordonanță din 30 octombrie 1918 i-a permis să fie adoptată. 
Louis a adoptat-o pe Charlotte la Paris la 16 mai 1919 conferindu-i numele de Grimaldi și i-a acordat titlul de Ducesă de Valentinois. Ea a devenit astfel moștenitoare și a purtat titlul de Prințesă Ereditară din 1922 până la 30 mai 1944. 

## Căsătorie
La Monaco, la 18 martie 1920 printr-o ceremonie civilă și la 19 martie 1920 printr-o ceremonie religioasă, Charlotte s-a căsătorit cu contele Pierre de Polignac care a luat numele de Grimaldi și a devenit Prinț de Monaco. Cuplul a avut doi copii:
- Antoinette Louise Alberte Suzanne (28 decembrie 1920 – 18 martie 2011)
- Rainier al III-lea de Monaco (31 mai 1923 – 6 aprilie 2005)

Căsnicia lor nu a fost una fericită; s-au separat la 20 martie 1930 când Charlotte l-a părăsit pentru a locui cu amantul ei italian, Del Maso. Cuplul a divorțat la 18 februarie 1933 printr-o ordonanță a Prințului Louis al II-lea.

## Ultimii ani
La 30 mai 1944, cu o zi înainte ca fiul ei să împlinească 21 de ani și în deplin acord cu tatăl ei, Charlotte a renunțat și a cedat drepturile ei la succesiunea tronului fiului ei Rainier. De la această dată ea nu a mai fost Prințesă Ereditară și a rămas cu titlurile de Prințesă de Monaco și Ducesă de Valentinois.
După ce fiul ei și-a asumat tronul, Prințesa Charlotte s-a mutat la Le Marchais, un domeniu al familiei Grimaldi în afara Parisului. A trăit acolo cu iubitul ei, un cunoscut hoț francez de bijuterii numit René Girier.
În 1977, Prințesa Charlotte a murit la Paris, Franța, la vârsta de 79 de ani.